# نیمه‌شبی آرام (فیلم)
نیمه‌شبی آرام (به انگلیسی: A Midnight Clear) فیلم جنگی آمریکایی به کارگردانی کیث گوردن و درخشش ایثن هاک، گری سینایس، پیتر برگ، کوین دیلون، آری گروس است که در سال ۱۹۹۲ اکران شد. این فیلم برگرفته از رمانی به همین نام نوشتهٔ ویلیام وارتن نویسندهٔ آمریکایی است. داستان این فیلم در روزهای واپسین جنگ جهانی دوم اتفاق می‌افتد و دربارهٔ یک جوخهٔ اطلاعاتی ارتش آمریکا است که در مأموریتی برای زیر نظر گرفتن پایگاهی آلمانی در دل جنگل، متوجه حضور نیروهایی آلمانی می‌شوند که قصد تسلیم دارند.

## بازیگران
- ایثن هاک در نقش ویل نات (معروف به وونت)
- پیتر برگ در نقش باد میلر
- کوین دیلون در نقش مل آواکیان
- آری گروس در نقش استن شوتسر
- گری سینایس در نقش ونس ویلکینز (معروف به مادر)
- فرانک ویلی در نقش پل ماندی (معروف به پدر)
- جان مک‌گینلی در نقش سرگرد گریفین
- دیوید ینسن در نقش گروهبان هانت

## تولید
بخش‌هایی از این فیلم در پارک سیتی یوتا فیلم‌برداری شد.

## نظر منتقدان
فیلم نیمه‌شبی آرام با نقدهای عمدتاً مثبت روبه‌رو شد و درحال حاضر در سایت راتن تومیتوز نمرهٔ ۸۸٪ دارد. واشینگتن‌پست فیلم را تحسین می‌کند و می‌نویسد «فیلمی جنگی که به هیچ فیلم جنگی دیگر شبیه نیست؛ دستاوردی فوق‌العاده که بیش از خون و گلوله، سرشار از روح است». وینسنت کنبی از نیویورک تایمز نیز پردازش استوار فیلم را می‌ستاید و نوشتهٔ خود را چنین به پایان می‌برد که «در فیلم 'نیمه‌شبی آرام'، همه‌چیز در حد کمال است».

## جوایز
این فیلم نامزد جایزهٔ ایندیپندنت اسپیریت در ردهٔ بهترین فیلمنامه (کیث گوردن) شد.